# بدینا واروش
بدینا واروش (به صربی: Bedina Varoš) یک منطقهٔ مسکونی در صربستان است که در ایوانئیتسا واقع شده‌است. بدینا واروش ۲۱٫۱۳ کیلومتر مربع مساحت و ۱٬۶۸۰ نفر جمعیت دارد.